# 北川源四郎
北川 源四郎（きたがわ げんしろう、1948年5月6日 - ）は、日本の数理統計学者。前統計数理研究所長。情報・システム研究機構長。時系列解析の先導的研究者。粒子フィルタを1993年1月に発表した。
父は九州大学名誉教授の数理統計学者北川敏男。姉には慶應義塾大学名誉教授の数学者竹中淑子がいる。

## 略歴
- 福岡県出身[2]。
- 1967年：福岡県立修猷館高等学校卒業。
- 1971年：東京大学理学部数学科卒業。
- 1973年：東京大学大学院理学系研究科数学専攻修士課程修了。
- 1974年：東京大学大学院理学系研究科数学専攻博士課程中退。統計数理研究所研究員に採用。
- 1983年：理学博士号を九州大学より取得。論文の題は「Likelihood functional approach to the nonstandard observation problems(非正則観測値問題に対する尤度関数的接近)」[3]。
- 1985年：統計数理研究所予測制御研究系助教授。
- 1991年：統計数理研究所予測制御研究系教授。
- 1998年：統計数理研究所企画調整主幹。
- 2002年：統計数理研究所長に就任。
- 2007年：日本統計学会会長に就任。
- 2011年：情報・システム研究機構長に就任。

## 受賞
- 1997年：日本統計学会賞
- 1999年：石川賞（日本科学技術連盟）

## 著書
- 『時系列解析プログラミング―FORTRAN77』（1993年3月）ISBN 4000077031
- 『時系列解析入門』（2005年2月）ISBN 4000054554
- 『Introduction to Time Series Modeling』（2010年4月）ISBN 9781584889212